# Kuna (Ukraina)
Kuna (ukr. Куна) – wieś na Ukrainie w rejonie hajsyńskim obwodu winnickiego. W 2001 roku miała 1906 mieszkańców.
Dawniej miasteczko z kościołem św. Antoniego Padewskiego. Założone przez ród Słupiczów po otrzymaniu przez Iwana Słupicza przywileju od Świdrygiełły. Ich dobra stanowiły 28 kluczy.
Pod rozbiorami siedziba gminy Kuna w powiecie hajsyńskim guberni podolskiej.
W Kunie urodził się polski matematyk, Eustachy Żyliński.

## Dwór
- parterowy dwór wybudowany pod koniec XVIII w. w stylu klasycystycznym przez Antoniego Jaroszyńskiego (ur. 1762), syna Zachariasza[1]. Dwór w części centralnej posiadał piętrowy portyk z czterema kolumnami zwieńczonymi trójkątnym frontonem[2].

## Linki zewnętrzne

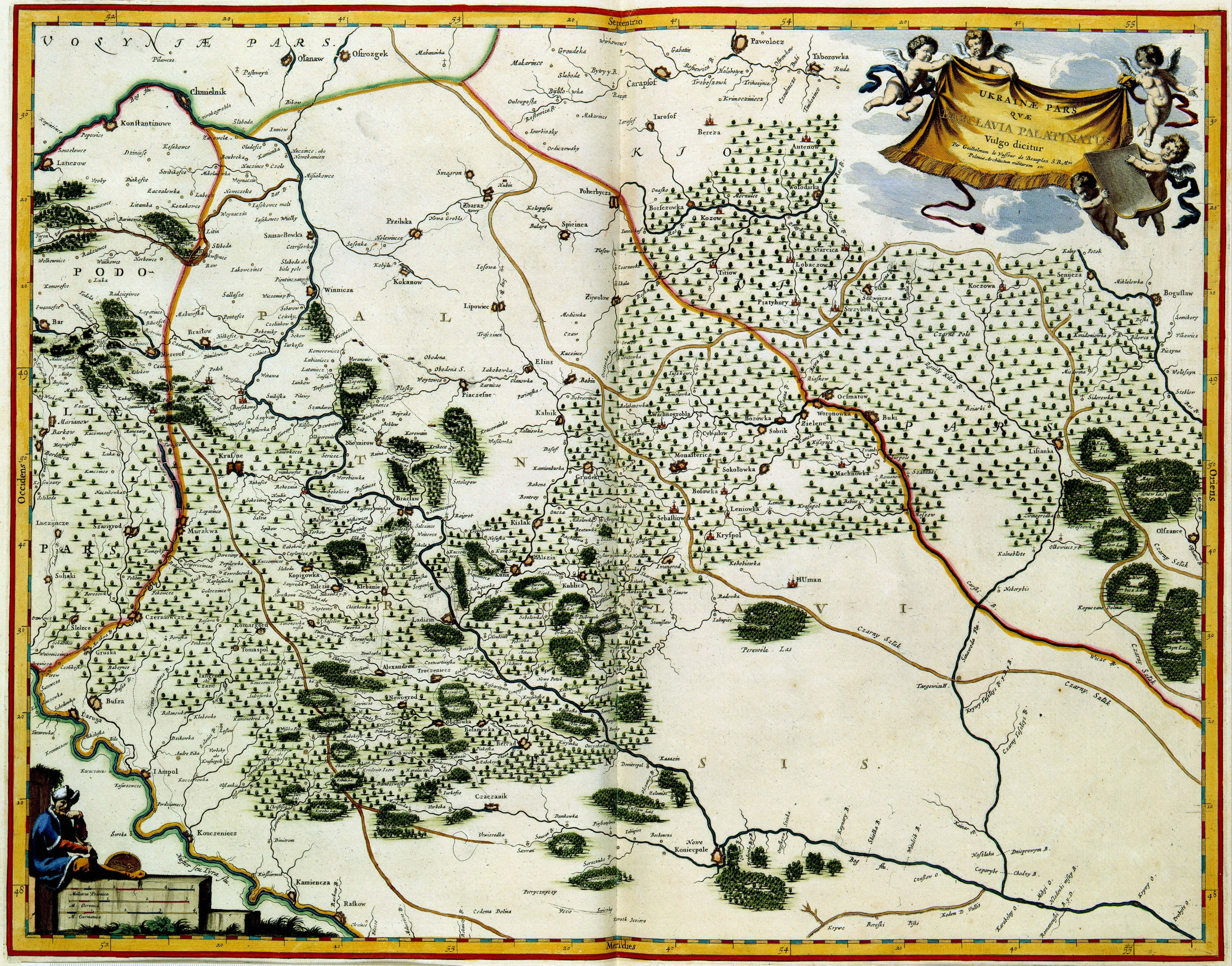
Mapa województwa bracławskiego z 1648 r. Miejscowość w centralnej części mapy